# Enicospilus drymosus
Enicospilus drymosus là một loài tò vò trong họ Ichneumonidae.